# Chrysilla pilosa
Chrysilla pilosa là một loài nhện trong họ Salticidae.
Loài này thuộc chi Chrysilla. Chrysilla pilosa được Ferdinand Karsch miêu tả năm 1878.